# خط براهمی
همچنین ببینید: خطوط براهمی
براهمی نام دیگری نیز برای گیاه ناز باتلاقی است.

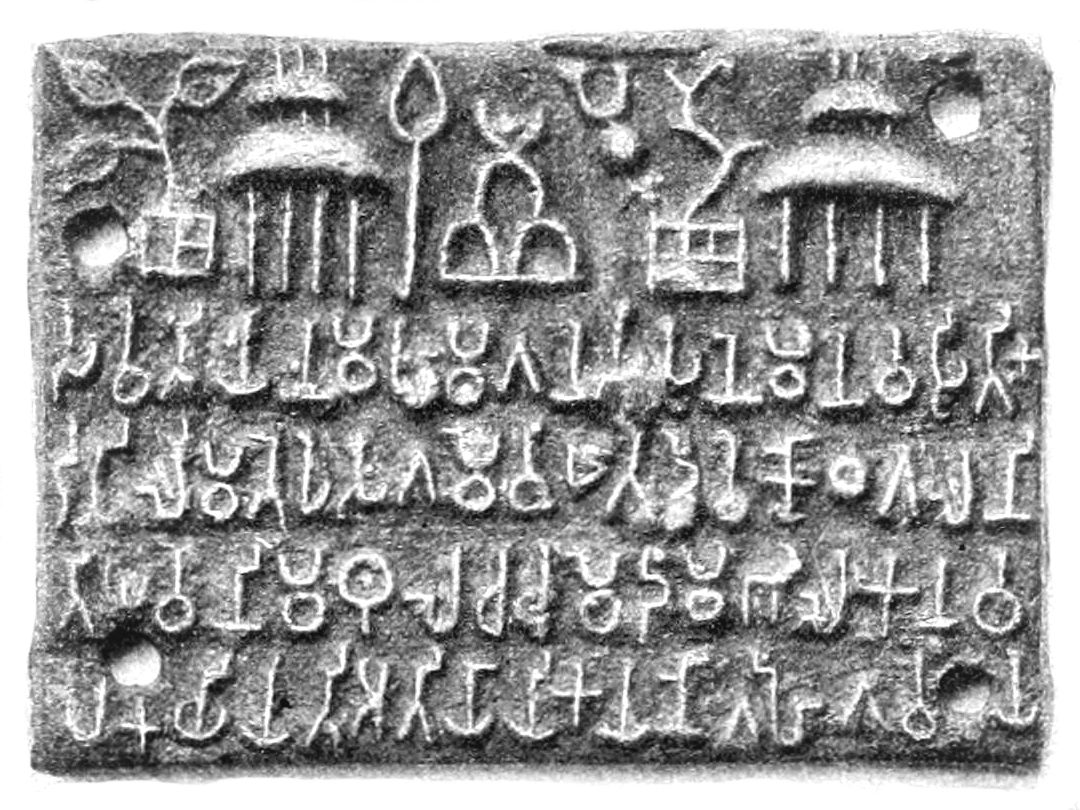
خط برهمایی روی بشقاب مسی شاهگوآرا. قرن ۳ پیش از میلاد

خط بِراهمی نام قدیمی‌ترین خطی است که در هند باستان و در آسیای جنوبی و آسیای مرکزی از اواسط هزاره پیش از میلاد استفاده شده‌است.(این نام هم در متون کهن یافت شده و همچنین امروزه استفاده می‌شود) خط برهمایی از نوع خطوط ابوگیدا است که در شبه قاره هند رشد کرد و از یک سیستم از علامت‌های تفکیک‌کننده برای ارتباط واکه با حروف صامت استفاده می‌کند. این خط میزبانی بود برای تکامل مجموعه‌ای از خطوط که همچنان در حال استفاده هستند.